# Tapster
Tapsterul este o persoană specializată în servirea berii, care asigură calitatea și gustul optim al acesteia la fiecare servire.
Termenul „tapster” provine dintr-o formă veche a limbii engleze, tæppestre, care înseamnă „gardian al tavernei”, o persoană care avea în grija sa toate butoaiele în care se păstra berea și, de obicei, era una dintre cele mai importante și influente persoane ale localității și ale comunității. 
Astăzi, tapsterii sunt persoane special selectate pentru pasiunea și entuziasmul lor, din baruri și pub-uri din lumea întreagă, de la Berlin până în Budapesta. Aceștia sunt instruiți intensiv de către un maestru berar din Plzeň, locul unde s-a născut prima bere blondă din lume.

## Istorie
În Evul Mediu, tapsterul era o persoană influentă, care se ocupa de păstrarea și servirea alcoolului. Din cauza insalubrității și a riscului mare de infestare a apei, acesta a devenit indispensabil comunității din care făcea parte.
Tapsterii au fost printre primii coloniști a ceea ce reprezintă astăzi Statele Unite, ei venind din Plymouth, cu nava Mayflower, și stabilindu-se în Massachusetts în 1620. Aceștia au început să fabrice bere, s-o depoziteze și s-o servească în cadrul coloniei. Berea a fost o rație importantă în călătoriile pe mare, iar folosirea eficientă a butoaielor era o abilitate necesară pentru a asigura supraviețuirea pasagerilor și a echipajului. 
În timpul Revoluției Industriale, modurile de servire și depozitare a berii au evoluat rapid, ceea ce a dus la îmbunătățirea calității și gustului berii. În această perioadă de tranziție, succesul tapsterilor era asigurat doar de îndemânarea fiecăruia de a ține pasul cu tehnologia.
În secolul al XIX-lea, butoaiele de bere erau răcite cu gheață în baruri. Odată deschise, tapster-ul folosea o pompă manuală pentru a direcționa berea în robinete. La începutul secolului XX, pompele au fost înlocuite cu robinete moderne care, datorită presiunii, puteau elibera treptat berea din butoaie. În momentul în care au apărut butoaiele moderne, necesitatea de a avea un tapster a fost diminuată.
Totuși, în anumite culturi și în cadrul oamenilor specializați în fabricarea berii, meseria de tapster este cel puțin la fel de importantă și astăzi.

## Secolul XXI
În zilele noastre, tapsterul este în continuare prezent în pub-urile care își doresc să aibă o calitate ireproșabilă a berii, mai ales în țări cu istorie în fabricarea acesteia, precum Cehia. El este responsabil cu turnarea perfectă a berii în halbe și menținerea întregului echipament de draught.
În 2016, în Plzeň, Cehia, a debutat Programul de Formare al Tapsterilor la berăria Pilsner Urquell. În acest moment, există mai mult de 100 de tapsteri formați de aceștia în barurile din întreaga lume, inclusiv în Londra, Berlin, Manchester și Praga. 
Programul prin care sunt instruiți tapsterii conține mai multe arii, precum: 
- istoria berii
- procesul de fabricare a berii
- arta servirii berii și arta îngrijirii barului
- cultura specifică a pub-urilor din Cehia

După finalizarea acestei saptamani in Plzen, tapsterii se întorc în barurile din comunitatea lor drept gardieni ai berii pentru a se asigura că tradiția servirii berii este pe măsura tradiției de fabricare. Obiectivul secundar al tapsterilor este de a educa și de a ajuta consumatorii să conștientizeze importanța unei persoane specializate în servirea berii în procesul de consum al acesteia.